# Alluvioni Cambiò
Alluvioni Cambiò és un municipi situat al territori de la província d'Alessandria, a la regió de Piemont, (Itàlia).
Alluvioni Cambiò limita amb els municipis de Bassignana, Isola Sant'Antonio, Piovera, Rivarone i Sale.